# Sonderaktion w Częstochowie
Sonderaktion w Częstochowie – akcja represyjna wymierzona w środowiska inteligenckie Częstochowy, przeprowadzona przez okupantów niemieckich w listopadzie 1939 roku. 
Między 9 a 11 listopada 1939 roku Niemcy aresztowali w Częstochowie blisko 60 przedstawicieli miejscowej elity. Celem obławy było zapobieżenie ewentualnym zamieszkom lub demonstracjom w dniu polskiego Święta Niepodległości. Była ona także elementem większej akcji represyjnej, przeprowadzonej na obszarze całej III Rzeszy oraz w okupowanej Polsce w związku z nieudanym zamachem na Hitlera (tzw. Sonderaktion Bürgerbräukeller). Po pewnym czasie wszyscy więźniowie zostali zwolnieni do domów. Uzyskane w czasie przesłuchań informacje posłużyły jednak Niemcom do rozprawy z częstochowską inteligencją podczas późniejszej Akcji AB. 

## Preludium
Częstochowa już w pierwszych dniach okupacji dotkliwe doświadczyła niemieckiego terroru. 4 września, dzień po wkroczeniu do miasta oddziałów Wehrmachtu, w kilku punktach Częstochowy wybuchły chaotyczne strzelaniny, spowodowane najprawdopodobniej niedoświadczeniem i nerwowością niemieckich rekrutów. Winą za te wypadki Niemcy obarczyli jednak ludność Częstochowy i przystąpili do zakrojonej na szeroką skalę akcji represyjnej, w wyniku której poniosło śmierć od 227 do 500 Polaków i Żydów. W kolejnych dniach miały miejsce liczne aresztowania i egzekucje, których ofiarą padały osoby oskarżane o naruszenie rozmaitych zarządzeń okupanta. Z kolei 10 września Niemcy zatrzymali w Częstochowie kilkuset mężczyzn narodowości polskiej i żydowskiej, których po pewnym czasie wywieźli do „obozów dla jeńców cywilnych” znajdujących się na terenie Niemiec.
Już 4 września 1939 funkcjonariusze niemieckiej Einsatzgruppe II przeszukali siedziby częstochowskich urzędów oraz rozmaitych polskich instytucji. Niemcom udało się wówczas zdobyć listę członków zarządu Związku Powstańców Śląskich. W budynku miejscowego starostwa znaleźli natomiast wykaz działających w mieście partii politycznych oraz adresy ich siedzib.
W okupowanym mieście szybko zainstalowały się struktury niemieckich władz państwowych i policyjnych. Początkowo stanowisko komisarycznego burmistrza Częstochowy piastował miejscowy volksdeutsch Paul Boehlke, którego niebawem zastąpił kreisleiter NSDAP z Opola – Drohberg. W październiku 1939 miasto zostało włączone w skład nowo utworzonego Generalnego Gubernatorstwa (dystrykt radomski, powiat radomszczański). Funkcję stadthauptmanna objął wówczas dr Richard Wendler. Miejscową placówką SD i policji bezpieczeństwa kierował SS-Hauptsturmführer Adolf Feucht, a funkcję jego zastępcy pełnił Paul Press.

## Przebieg akcji
W pierwszych latach okupacji niemiecki terror był wymierzony przede wszystkim w przedstawicieli polskiej elity społecznej i intelektualnej. Zgodnie z rasistowskim stereotypem Polaka, panującym w III Rzeszy, nazistowscy przywódcy wierzyli, że świadomość narodową posiada tylko polska inteligencja, natomiast lud zajmuje się troską o codzienny byt i jest mu obojętny los państwa. Z tego powodu zakładano, że eksterminacja tzw. warstwy przywódczej pozwoli zniszczyć polską tożsamość narodową i w konsekwencji przekształci polskie społeczeństwo w bierną amorficzną masę, służącą w najlepszym razie jako niewykwalifikowana siła robocza dla III Rzeszy. W ramach tzw. „Akcji Inteligencja” (Intelligenzaktion), prowadzonej na okupowanych ziemiach polskich między wrześniem 1939 a wiosną 1940, Niemcy zamordowali co najmniej 100 tys. obywateli polskich. Najwięcej ofiar pochłonęła akcja eksterminacyjna prowadzona na ziemiach wcielonych do Rzeszy (Pomorze, Wielkopolska, Górny Śląsk).
9 listopada 1939 roku Niemcy przystąpili do zakrojonej na szeroką skalę akcji represyjnej, wymierzonej w elitę polityczną i społeczną Częstochowy. Tego dnia dwanaście komand policyjnych – złożonych z funkcjonariuszy Sicherheitspolizei, Kriminalpolizei i Ordnungspolizei – przeprowadziło w mieście masowe aresztowania. Obławę kontynuowano w następnych dniach jednak większość zatrzymanych znalazła się w niemieckich rękach już w pierwszej fazie akcji. 
Sonderaktion w dniu 9 listopada była pierwszą wielką operacją przeprowadzoną przez Gestapo w Częstochowie. W jej wyniku Niemcom udało się zatrzymać blisko 60 osób – znanych w mieście działaczy politycznych i społecznych, a także licznych nauczycieli, urzędników i studentów (historykom udało się ustalić nazwiska 31 zatrzymanych). W gronie uwięzionych znaleźli się m.in.: Jan Szczodrowski (prezydent Częstochowy),  Józef Dziuba (wiceprezydent Częstochowy), Piotr Ormańczyk (inspektor szkolny), Piotr Dębski (przemysłowiec), Franciszek Wilkoszewski (dziennikarz),  Wacław Jekiel (korespondent), Edward Usakiewicz (architekt), Jan Nowakowski (buchalter), trzech nauczycieli gimnazjalnych (Leon Stolarzewicz, Janina Stolarzewicz i Krystyna Gałecka), trzech nauczycieli szkół powszechnych (Wojciech Felisiak, Władysław Kisiel, Antoni Bruś), dwóch kupców (Wacław Janikowski, Eugeniusz Zarzecki) i dziewięciu urzędników.
Prawdopodobnie jednym z celów obławy było zapobieżenie ewentualnym zamieszkom lub demonstracjom patriotycznym w dniu polskiego Święta Niepodległości. Poprzez aresztowanie kilkudziesięciu znanych obywateli miasta Niemcy zamierzali zastraszyć polską ludność, a także wykorzystać aresztowanych w charakterze zakładników. Ponadto „akcja specjalna” w Częstochowie była elementem większej akcji represyjnej, przeprowadzonej w związku z nieudanym zamachem na Hitlera w dniu 8 listopada 1939 (zamach bombowy Georga Elsera w monachijskiej piwiarni Bürgerbräukeller). Na polecenie Głównego Urzędu Bezpieczeństwa Rzeszy (RSHA) terenowe placówki Gestapo rozpoczęły wówczas masowe aresztowania „wrogów państwa”. O ile jednak w Niemczech ofiarą Sonderaktion Bürgerbräukeller padali głównie przeciwnicy nazizmu, o tyle w Polsce posłużyła ona do wzmożenia represji wobec inteligencji i tzw. „warstwy przywódczej”. Wytyczne RSHA precyzowały zresztą, że aresztowania na okupowanych ziemiach polskich powinny objąć przede wszystkim „elementy reakcyjne i szlachtę”. 
W pierwszej połowie listopada 1939 podobne obławy jak w Częstochowie zostały przeprowadzone m.in. w Bydgoszczy, Kielcach, Krakowie, Lublinie i Radomiu. Między innymi miało wówczas miejsce głośne aresztowanie profesorów uczelni krakowskich.

## Epilog
Polacy aresztowani podczas „akcji specjalnej” zostali osadzeni w więzieniu na Zawodziu. Warunki bytowe panujące w zakładzie były prymitywne, a wyżywienie w najwyższym stopniu niewystarczające. Przez pierwsze dwa tygodnie więźniowie nie byli w ogóle wypuszczani z celi. Stosunek niemieckiej straży więziennej do osadzonych był bardzo wrogi. Szczególną zaciekłością odznaczał się zwłaszcza komendant straży. Sytuacja więźniów poprawiła się nieco dopiero po 18 listopada, kiedy to na wyraźne polecenie władz niemieckich przedwojenna polska straż powróciła do pracy w więzieniu. 
Więźniowie zostali poddani intensywnym przesłuchaniom. Niemieccy śledczy pytali ich o przedwojenną działalność polityczną i społeczną, przynależność do związków zawodowych i instytucji kulturalno-oświatowych itp. Padały również pytania dotyczące działalności Przysposobienia Wojskowego i harcerstwa. Niemcy starali się w szczególności uzyskać jak najwięcej informacji na temat struktur i składu osobowego rozmaitych polskich organizacji, związków i stowarzyszeń działających w Częstochowie.
Przez długi czas los więźniów był niepewny. 13 grudnia 1939 komendant SD i policji bezpieczeństwa na dystrykt radomski, SS-Sturmbannführer Fritz Liphardt, poinformował miejscowego Dowódcę SS i Policji (swojego formalnego przełożonego), iż „zwolnienie względnie rozstrzygnięcie co do losu tych osób może nastąpić jedynie na zarządzenie RSHA”. Ostatecznie w dniu 24 grudnia 1939 wszyscy aresztowani zostali zwolnieni do domów.
Sonderaktion w Częstochowie nie przyniosła więc żadnych ofiar śmiertelnych. Pomogła jednak Niemcom spenetrować polskie środowiska w Częstochowie. Zdobyte w trakcie przesłuchań informacje zostały wykorzystane podczas kolejnych akcji represyjnych, przede wszystkim podczas tzw. Akcji AB w czerwcu 1940 roku. Niektóre z osób zatrzymanych podczas Sonderaktion zostały wkrótce ponownie aresztowane przez Gestapo.